# Солотва, Ольга Франковна
Ольга Франковна Солотва (укр. Ольга Франківна Солотва; 1916 год — дата смерти неизвестна) — доярка колхоза «Украина» Золочевского района Львовской области, Украинская ССР. Герой Социалистического Труда (1966).
Родилась в 1916 году в крестьянской семье. С конца 1940-х годов — доярка колхоза имени Сталина (позднее — колхоз «Украина») Золочевского района в селе Бортков. В 1958 году вступила в КПСС.
В годы семилетки (1959—1965) ежегодно добивалась высокие надоев молока. Указом Президиума Верховного Совета СССР от 22 марта 1966 года «за достигнутые успехи в развитии животноводства, увеличении производства и заготовок мяса, молока, яиц, шерсти и другой продукции» удостоена звания Героя Социалистического Труда с вручением ордена Ленина и золотой медали «Серп и Молот».
Награды
- Герой Социалистического Труда
- Орден Ленина — дважды (26.02.1958; 22.03.1966)